# 土庫曼蘇維埃社會主義共和國國徽
土庫曼蘇維埃社會主義共和國國徽啟用於1937年3月2日，參照蘇聯國徽設計而成。
呈圓形，下為旭日初升之象，前為油架和輸油管，以下有地毯。上方有紅色五角星，中為鎚子與鐮刀，象徵社會主義照亮全球。星和鎚子和鐮刀之間書有「土庫曼蘇維埃社會主義共和國」的首字母ТССР。
外圍由麥穗、棉花、葡萄裝飾。飾帶以俄語和土庫曼語書有蘇聯國家格言「全世界無產者，聯合起來！」。
1992年，土庫曼斯坦國徽成為新國家的國徽。

## 历史

1927 - 1937
1927 - 1937
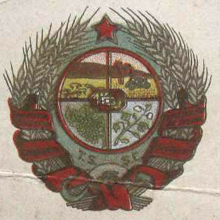
1927 - 1937
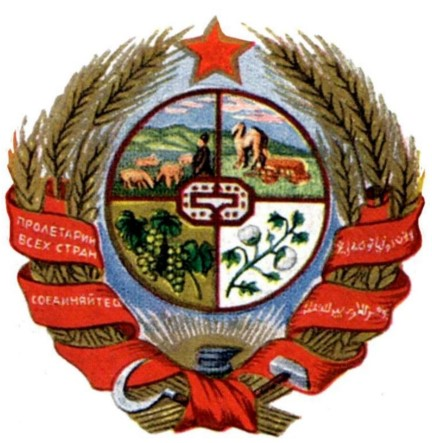
1927- 1937
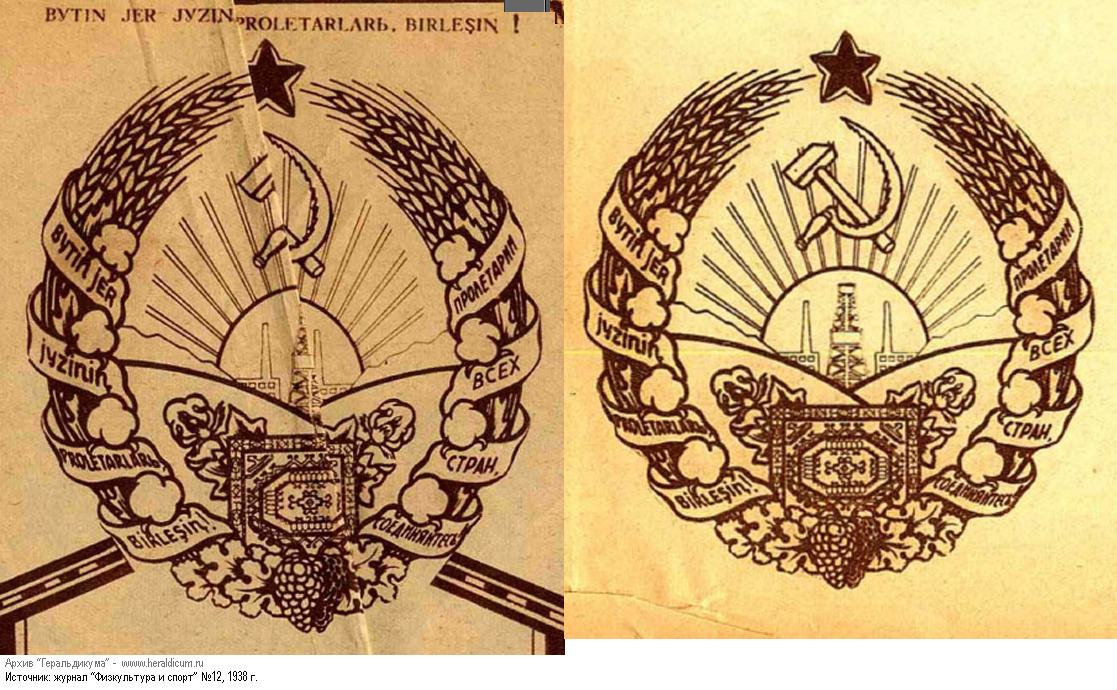
1937 - 1941
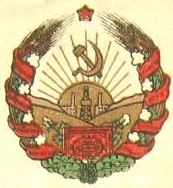
1941 - 1946
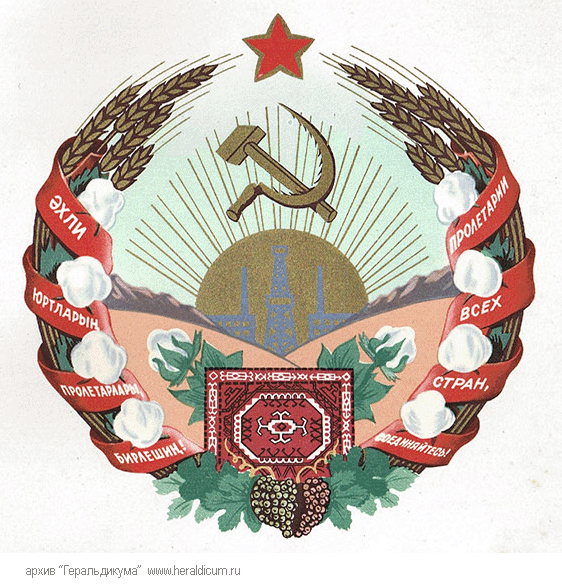
1946 - 1978
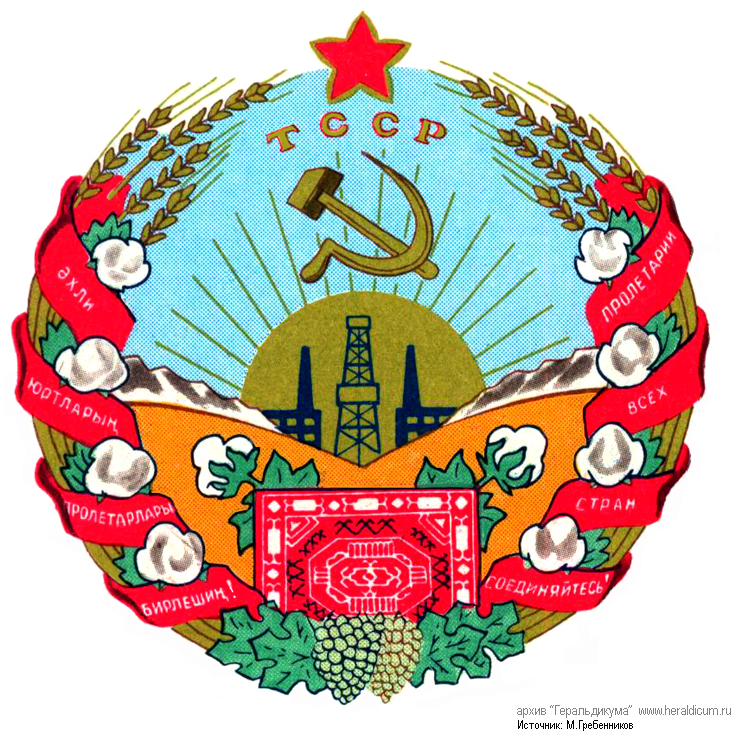
1978 - 1992
1977 - 1992